# The Secret Serum
Chapter 11: The Secret Serum (Capítulo 11: La poción de la juventud en América Latina, y El suero secreto en España), es el decimoprimer episodio de la primera temporada de la serie de televisión animada Scooby-Doo! Misterios, S. A..
El guion principal fue elaborado por Scott Thomas y Jed Elinoff se encargaro de dibujar el guion gráfico, y Curt Geda estuvo a cargo de la dirección general. El episodio fue producido por la compañía Warner Bros. Animation, a manera de secuela de la serie original de Hanna-Barbera Productions, Scooby-Doo ¿dónde estás? (1969).
Se estrenó oficialmente en los Estados Unidos el 11 de octubre de 2010 por Cartoon Network. En Hispanoamérica y Brasil, el episodio se estrenó oficialmente el 15 de mayo de 2011 a las 17:00 a través de Cartoon Network.

## Argumento
En una subasta de caridad organizada por Nan Blake, al ser ofrecida la pintura de una chica ante una mansión aterradora, una vampiresa voladora de ojos rosas brillantes, ataca a los presentes y las luces se apagan en medio del caos. Cuando las luces se encienden, el vampiro y la pintura han desaparecido.

En la mansión blake, los chicos están divirtiéndose en la piscina de Daphne. Pero las relaciones dentro del grupo no van nada bien: Vilma sigue enojada con Shaggy por su separación, y Daphne está enojada con Fred porque este no piensa en nada más que en misterios y trampas. La enfurecida mamá de Daphne llega con los chicos, explicándoles cómo un vampiro arruinó su subasta. Solo Freddy se muestra interesado en resolver el misterio, pues las chicas están disgustadas con los chicos. Daphne sugiere dividirse para buscar al vampiro, y las chicas deciden investigar separadas de los chicos.

Al quedar solas en la mansión Blake, Daphne le dice a Vilma que todos los chicos son tontos y siempre lo serán, y no hay nada que ellas puedan hacer. De pronto, las chicas notan algo nerviosa a la mamá de Daphne, que se retira con excusas muy ilógicas, y deciden seguirla. Mientras tanto, Shaggy, Fred y Scooby buscan a la vampiresa en todos lados (incluyendo el cementerio y el banco de sangre) pero no obtienen ninguna pista de su paradero. Guiados por un gutural aullido, los chicos llegan a un invernadero, donde tratan de capturar a la vampiresa en una de las trampas de Fred, pero atrapan por accidente a las chicas, que llegaron al mismo lugar persiguiendo a la madre de Daphne. Shaggy intenta disculparse con Vilma y decirle que la ama (algo que estaba discutiendo con sus amigos momentos antes) pero ella lo rechaza. De pronto, la vampiresa ataca el invernadero y persigue a la pandilla, causando que Fred deje sola a Daphne y que Shaggy caiga en un lecho de espinas. La vampiresa escapa con una orquídea. Al levantarse, Shaggy nota con dolor que a Vilma no le importa su bienestar, dándose cuenta de la realidad de las cosas.

La pandilla reunida de nuevo, decide investigar en el "museo del Espectro de Gruta de Cristal" (cuya dueña es la señora Dinkley) para averiguar por qué un vampiro necesita una pintura y una orquídea. Un misterioso hombre le da un libro a Daphne, en cuyo interior hay un artículo de una supuesta pócima de la juventud, que en realidad es una broma publicitaria. La vampiresa ya tiene el pigmento de una pintura y el polen de una orquídea, con lo cual quedan solo dos ingredientes, siendo el siguiente un exclusivo vino que, según dice Vilma, solo puede ser hallado en el restaurante “Los mariscos del doctor Calamari”. Como el doctor Calamari solo admite a personas elegantes en su local, Daphne lleva a sus amigos a cambiarse a su casa. Antes de irse, Daphne nota que el Sheriff Stone sospecha de su madre, pero no la arresta, gracias a su siniestra amiga Sheila que aclara el malentendido. Pese a las sospechas y al comportamiento extraño de su madre, Daphne se compromete a limpiar su nombre con la ayuda de sus amigos.

Los chicos tratan de entrar al restaurante, disfrazados de clientes franceses que quieren ver la carta de vinos. El camarero no les cree, así que le piden prestado el baño y logran escabullirse y entrar. En el camino, ven a Nan Blake y su amiga Sheila, hasta que llegan al sótano de los vinos y Fred sugiere separarse para buscar la botella correcta. Vilma y Shaggy se ponen a discutir, y Fred dice abiertamente que cree que la madre de Daphne es culpable. Es entonces cuando Vilma se da cuenta de que tal vez ya no son más un equipo, debido al resentimiento y peleas que se están generando entre ellos. La vampiresa vuelve a atacar y derrotar fácilmente a los chicos, huyendo con el vino y encerrándolos tras la puerta metálica.

Debido a que el último elemento es un diamante llamado el ojo del demonio, los chicos se dirigen al museo de la universidad de Darrow, donde vuelven a ser vencidos por su falta de trabajo de equipo. Todas las sospechas e indicios han causado que Daphne crea que su madre es la vampiresa, huyendo en medio de una de las trampas de Fred para detenerla. Intentando trabajar en equipo por última vez, los chicos son derrotados por la vampiresa y, cuando todo parece haber salido mal, Scooby logra morder una soga que sostenía una segunda red, la cual atrapa a la vampiresa. Esta intenta liberarse, pero Daphne la amenaza, lista para atravesarle el pecho con una estaca, olvidando que en todos los misterios pasados las criaturas eran solo personas disfrazadas y que tal vez estaría a punto de matar a su propia madre. Antes de que Daphne cumpla su amenaza, la vampiresa se quita el disfraz, revelando ser en realidad... Sheilah Altoonian, la amiga de Nan Blake. La mujer explica que su intención era ser tan hermosa como la madre de Daphne, a quien creía absurdamente un vampiro, debido a mantener siempre una apariencia juvenil. La poción de la juventud, que encontró en los libros del museo del Espectro, era su esperanza para volver a ser joven. Con sus estudios en zoología de las acrobacias de las ardillas voladoras, la mujer podía crear la ilusión de volar auténticamente como un vampiro. Daphne se reencuentra con su mamá, quien estaba saliendo a escondidas porque estaba tomando clases nocturnas para ser notario público, y le dice a su hija que el conocimiento es la clave de la belleza, haciéndole pensar que ella y Vilma siempre habían sido diferentes en ese aspecto.

Luego de otro misterio resuelto, los chicos ya no tienen las caras sonrientes que tenían al principio. Sin decir lo que todos ellos saben que sucederá, los chicos comprenden que, de seguir juntos sin darle tiempo a sus heridas para curarse, no durarán mucho como equipo. Los miembros de Misterio a la Orden se separan el uno del otro, muy entristecidos por ya no ser los mismos. Shaggy intenta disculparse con Vilma, sabiendo que quizá esta sea la última vez que se verán, pero ella lo rechaza y le da la espalda, dejándolos a él y a Scooby solos. A distancia, el hombre misterioso que ayudó al grupo, los ve regresando a sus casas cada uno por su lado. El hombre resulta ser un emisario del Señor E, el mismo que apareció en el episodio La leyenda de Alice May. A través de sus binoculares, el emisario observa disgustado cómo los miembros se alejan, para seguir con sus vidas separados.